# Dia de l'Esperanto

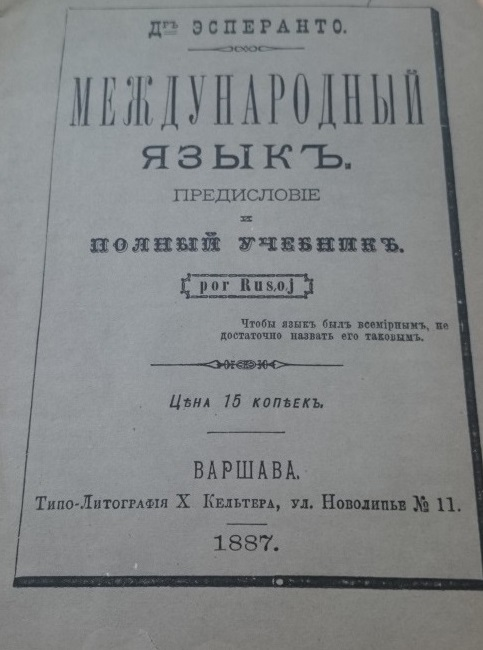
Primera edició d'Unua Libro en idioma rus.

El Dia de l'Esperanto (en esperanto: Esperantotago o naskiĝtago de Esperanto) és una data celebrada internacionalment el 26 de juliol, dia de la primera publicació del Unua Libro, el primer llibre per aprendre la gramàtica de l'idioma, creat pel Doktoro Esperanto (pseudònim de L. L. Zamenhof). La data (26 de juliol de 1887 segons el calendari gregorià, 14 de juliol de 1887 segons el calendari julià aplicat llavors a Rússia) commemora la segona aprovació del llibre per part de la censura russa, rebent el permís de publicar-se. L'objectiu principal de la commemoració del Dia de l'Esperanto és promoure i destacar la cultura i la literatura esperantista internacionalment. Es calcula que hi ha diverses desenes de milers d'obres escrites en esperanto, i cada any s'hi afegixen nous textos literaris, cançons i fins i tot pel·lícules.
En algunes ocasions, el Dia de Zamenhof (15 de desembre), dia del naixement de L. L. Zamenhof, i també anomenat Dia de la Literatura en Esperanto o Dia del Llibre en Esperanto, és anomenat erròniament també Dia de l'Esperanto.
En l'actualitat, hi ha una presència significativa de parlants d'Esperanto a tot el món, amb una estimació de milions de persones, i es troben en la majoria dels Estats membres de les Nacions Unides. Inspirats pel seu fundador, Zamenhof, aquests parlants treballen amb l'objectiu d'unir les persones en un esperit de pau i fraternitat.